# 北町嘉朗
北町 嘉朗（きたまち よしろう、1931年8月1日 - 2021年5月4日）は、日本の俳優、声優。本名・武井 和雄。埼玉県出身。

## 人物
法政大学中退。天知茂が設立したA&Aプロダクション（後にアマチプロゼに改称）などを経て北斗七星所属。

## 出演作品

### テレビドラマ
- ダイヤル110番（NTV / よみうりテレビ）
  - 第95話「白いハイヒール」（1959年）
  - 第105話「地面師」（1959年）
  - 第214話「東京ゼロ地帯」（1961年）
  - 第239話「覗き穴」（1962年）
- 特別機動捜査隊（NET / 東映）
  - 第288話「黒い砂漠」（1967年）
  - 第399話「緋牡丹の女」（1969年） - 三島刑事
  - 第569話「大都会の詩」（1972年） - 名越
  - 第569話「血染めの大雪原」（1974年） - 平野三郎
  - 第713話 「涙の渡り鳥」（1975年） - 沖口
  - 第729話 「真空地帯」（1975年） - 新藤
  - 第739話 「あの子が危ない」（1976年） - 川合
  - 第758話「愛情の海」（1976年） - 大山
- 三匹の侍 第6シリーズ 第11話「あゝ武士道」（1968年、CX） - 藩士
- 無用ノ介 第4話「無用ノ介・将棋・無用ノ介」（1969年、NTV / 国際放映）
- プレイガール  第35話「夫は外で何をしていた?」（1969年、東京12CH / 東映）
- キイハンター（TBS / 東映）
  - 第135話「吸血昆虫島 上空異状あり」(1970年）
  - 第215話「真夜中のキッスは殺しの招待状」（1972年）
- 日本怪談劇場 第13話「怪談 雪女」（1970年、12ch）- 茂作（※北町史朗名義）
- 天皇の世紀 第5回「大獄」（1971年、ABC）
- 清水次郎長 第27話「花嫁ひとり祝言」（1971年、CX） - 定吉
- 仮面ライダー 第50話「怪人カメストーンの殺人オーロラ計画」 （1971年、MBS / 東映） - 清水医師
- 江戸巷談・花の日本橋 第17話「怪盗腕くらべ」- 第18話「女泥棒の恋」（1972年、KTV / 東映）- 辰
- 必殺仕掛人 第12話「秋風二人旅」（1971年、ABC / 松竹） - 浪人 木村
- お祭り銀次捕物帳 第3話「飛び込んだ殺人者」（1972年、CX / 東映）
- 怪談 第1話「四谷怪談」（1972年、NET）- 小平（※北町史朗名義）
- 非情のライセンス（NET→ANB / 東映）
  - 第1シリーズ
    - 第12話「兇悪の空」(1973年) - 和島義郎
    - 第18話「兇悪の里」(1973年)  - 雲井
    - 第26話「兇悪の番外地」(1973年)  - 万藤
    - 第38話「兇悪の虚栄」(1973年)  - 支配人
    - 第48話「兇悪のサンバ」(1974年)  - 課長

  - 第2シリーズ （1974年 - 1975年） - 居酒屋・吉田署板前[6]
    - 第38話「やさしい兇悪」(1975年)  - 傷の男
    - 第45話「洞爺湖に散った兇悪」（1975年） - ウェイター
    - 第48話「兇悪なすずらんの女」　(1975年)　- 的場
    - 第59話「兇悪の三億円」（1975年） - 県警の刑事
    - 第76話「兇悪の慕情」（1976年） - 警視庁捜査一課・ 佐々木刑事※この回よりセミレギュラー

  - 第3シリーズ (1980年)  - 警視庁捜査一課・ 佐々木刑事 (1980年)
- ロボット刑事 第9話「電気椅子スパイ!!」、第10話「バドーのみな殺し作戦!!」 （1973年、CX / 東映） - 小田
- ご存知遠山の金さん （1974年、NET / 東映）※市川段四郎版
  - 第17話「恨みの炎が江戸を焼く」 - 喜兵ヱ
  - 第34話「人情地獄を見た男」 - 井伏辰之助
- 右門捕物帖 第6話「裏切り」（1974年、NET / 東映） - 石田
- 痛快!河内山宗俊 第6話「米が仇の八百八町」（1975年、CX / 勝プロダクション） - 井筒屋番頭 清吉
- ご存じ金さん捕物帳 第15話「罪と情けの重ね底」（1975年、NET / 東映） - 表屋
- 水戸黄門（TBS / C.A.L）
  - 第7部 第8話「ちゃんの土俵入り -青森-」（1976年7月12日） - 馬吉
  - 第10部 第8話「関所の沙汰は銭次第 -新居-」（1979年10月1日） - 勘兵衛
  - 第13部 第20話「女桃太郎の鬼退治 -博多-」（1983年2月28日） - 惣吉
  - 第15部（1985年）
    - 第14話「めざす敵は仁術医者 -浜田-」 - 石崎軍蔵
    - 第35話「命を賭けた裏切り武士道 -高崎-」 - 黒木堅吾

  - 第16部（1986年）
    - 第15話「娘が消えた縮緬の里 -宮津-」 - 梅田豪助
    - 第29話「鬼面に隠れた忠義の心 -盛岡-」 - 戸田仁左衛門

  - 第20部 第37話「悲願を秘めた水芸師 -長岡-」（1991年7月22日） - 磯崎将監
  - 第23部
    - 第3話「泣き笑い幽霊旅籠 -熊谷-」（1994年8月15日） - 樺山庄太夫
    - 第15話「格さんは偽りの夫 -小浜-」（1994年11月14日） - 久保川源太夫
    - 第37話「育ての母は木曽節お仙 -妻籠-」（1995年4月24日） - 戸隠屋

  - 第25部　　　　　　　　　　　　　　　　　 
    - 第2話「恵みの夫婦海苔　-君津-」（1996年12月16日） - 相模屋藤八　
    - 第34話「黄門様は嫁奉行 -花牧-」（1997年8月18日） - 工藤為蔵

  - 第26部 第25話「母に背いた娘の涙 -諏訪-」（1998年8月10日） - 臼坂左近
  - 第27部 第10話「父子つないだ献上箔椀 -浄法寺-」（1999年5月24日） - 鬼石屋
  - 第28部 第29話「妻を裏切る夫の本心-広島-」 （2000年10月16日） - 大海屋
  - 第36部 第12話「母と呼ばせた大相撲-松江-」（2006年10月23日） - 大前屋彦六
  - 第38部 第8話「灰より黒い悪党ども-彦根-」(2008年2月25日)　- 高槻寛蔵
  - 第39部 第6話「スッたもんだの初手柄-倉敷-」（2008年11月17日） - 桐島屋善兵衛
  - 第40部 第20話「見たか 江戸っ子の心意気 -江戸-」（2009年12月21日） - 森岡外記
  - 水戸黄門 第2シリーズ 第4話「幸福の五月幟-延岡-」（2019年6月16日、BS-TBS / C.A.L） - 竹山軍太夫
- 伝七捕物帳 第143話「冥土からきた男」（1977年、NTV / ユニオン映画） - 弥兵衛
- 江戸川乱歩の美女シリーズ（ANB / 松竹）
  - 第1作「氷柱の美女」（1977年） - 田村刑事
  - 第2作「浴室の美女」（1978年） - 音吉
  - 第4作「白い人魚の美女」（1978年） - 田村刑事
  - 第5作「黒水仙の美女」（1978年） - 田村刑事
  - 第6作「妖精の美女」（1978年） - 田村刑事
  - 第7作「宝石の美女」（1979年） - 田村刑事
  - 第8作「悪魔のような美女」（1979年） - 田村刑事
  - 第9作「赤いさそりの美女」（1979年） - 田村刑事
  - 第12作「エマニエルの美女」（1980年） - 讃岐プロデューサー
  - 第13作「魅せられた美女」（1980年） - 伊東南署署長
  - 第15作「鏡地獄の美女」（1981年） - 毛利の顧問弁護士
  - 第16作「白い乳房の美女」（1981年）
  - 第17作「天国と地獄の美女」（1982年） - 銀行頭取
  - 第18作「化粧台の美女」（1982年） - 映画プロデューサー
  - 第23作「炎の中の美女」（1984年） - 皆川刑事
  - 第24作「妖しい傷あとの美女」（1985年） - 本田
  - 第25作「黒真珠の美女」（1985年） - オークショナー
- 破れ奉行 第19話「怨花・夜霧のお竜」（1977年、ANB / 中村プロ） - 堀井玄蕃
- 桃太郎侍 第63話「泣き笑いさむらい人生」（1977年、NTV / 東映） - 白川
- 快傑ズバット 第25話「荒神山・涙の別れ」（1977年、12ch / 東映） - 鬼大尉
- 暴れん坊将軍シリーズ（ANB / 東映）
  - 吉宗評判記 暴れん坊将軍（1978年）
    - 第2話「素晴らしき藪医者」 - 久七
    - 第15話「春を呼ぶ藪医者」 - 木下長庵

  - 暴れん坊将軍II
    - 第21話「裏切りを覗いた女」（1983年） - 那智屋五郎次
    - 第48話「初午に燃えた江戸っ子神輿」（1984年） - 小高山城守
    - 第93話「天下を占う大姐御!」（1985年） - 根津主水

  - 暴れん坊将軍III
    - 第6話「紅蓮の炎に消えた恋」（1988年） - 大黒屋利平
    - 第52話「め組に届けられた赤ん坊」（1989年） - 服部主膳
    - 第116話「開眼! 涙の仇討」（1990年） - 久世出羽守

  - 暴れん坊将軍IV
    - 第7話「もう一つの十手御用」（1991年） - 柳田兵部
    - 第42話「女賞金稼ぎ 子連れ旅!」（1992年） - 安岡甚十郎
    - 第62話「花婿新さん 晴れ姿日本一!」（1992年） - 堀田内膳

  - 暴れん坊将軍V（1993年）
    - 第11話「悲恋の仇討ち免状」 - 大久保大和守
    - 第31話「空を飛んだ米相場」 - 大戸屋

  - 暴れん坊将軍VI 第44話「大江戸あばれ主従」（1995年） - 建部雅楽頭
- 大空港 第10話「男たちの詩」（1978年、CX / 松竹） - 脇坂の秘書
- 江戸の牙 第18話「渡る世間の鬼を斬る」（1980年、ANB / 三船プロ） - 三沢利右衛門
- 地獄の左門十手無頼帖（CX / 東映）
  - 地獄の左門十手無頼帖（1982年） - 銀次
  - 地獄の左門十手無頼帖 将軍暗殺! （1983年） - 堀田備中守
  - 地獄の左門十手無頼帖 女菩薩供養 （1983年） - 前田一哉
  - 地獄の左門十手無頼帖 声を盗まれた娘（1984年） - 遠山左衛門尉
- 春の傑作推理劇場「松本清張の薄化粧の男」（1982年、ANB / 松竹）
- 影の軍団シリーズ（KTV / 東映）
  - 影の軍団III 第5話「影なき男の影」（1982年） - 札差の扇屋
  - 影の軍団IV 第10話「葬式は俺がやる」（1985年） - 剣持頼母
- ザ・ハングマンII 第15話「出口なし恐怖の空気処刑」（1982年） - 小林（森川工業専務）
- 大岡越前（TBS / C.A.L）
  - 第6部 第19話「釣り忍の女」（1982年7月12日） - 半蔵
  - 第7部 第10話「薬袋に仕掛けた罠」（1983年6月27日） - 宗順
  - 第8部 第6話「嘘つき婆さんの恩返し」（1984年8月27日） - 木島
  - 第10部 第1話「大岡越前」（1988年2月29日） - 中山出雲
  - 第12部 第7話「妖女が嗤う世継ぎの謎」（1991年11月25日） - 老沼刑部
  - 第14部 第14話「母が溺れた受験戦争」（1996年9月16日） - 光林堂
- 柳生十兵衛あばれ旅 第18話「偽りの生き埋葬」（1983年、ANB / 東映） - 山村伝八郎
- 大江戸捜査網 （TX、ヴァンフィル）
  - 第603話「泣くな妹よ! 岡っ引行進曲」（1983年） - 相模屋 ※北町喜朗名義
  - 第633話「涙の再会! 素浪人はぐれ唄」（1984年） - 伝次
- 大奥 （1983年、KTV / 東映）
  - 第29話「渚の体験」 - 阿部豊後守
  - 第31話「暴かれた禁男の園」 - 栂屋善六
- 暁に斬る! 第26話「平四郎 怒りの死闘!!」（1983年、KTV）
- 新大江戸捜査網　第18話「おんな牢しのび肌」（1984年、TX） - 石出帯刀
- 太陽にほえろ! 第668「絆」（1985年、NTV / 東宝） - 篠田裕二
- 遠山の金さん（ANB / 東映）※高橋英樹版
  - 第1シリーズ 第149話「妖星伝・天から美女が降って来た!」（1985年）- 勘兵衛
  - 第2シリーズ 第36話「惚れられたのが地獄だった!」（1986年）- 馬場左近将監
- 名奉行 遠山の金さん（ANB / 東映）
  - 第1シリーズ 第14話「危険なつっぱり娘」（1988年）- 左近次郎
  - 第2シリーズ 第20話「花火が見ていた悪の顔」（1989年）- 筑前屋
  - 第3シリーズ 第18話SP「美女の陰謀!関八州あばれ旅」（1990年) - 嘉右衛門
  - 第4シリーズ 第12話「仕組まれた逆玉の輿」（1992年） - 鈴木主膳
  - 第5シリーズ 第23話「笹舟の謎!歩いてきた幽霊」（1993年） - 島田監物
  - 遠山の金さんVS女ねずみ 第12話「疑惑の罠! 与力の妻が万引き」（1997年） - 京屋利兵衛
- はぐれ刑事純情派 第1シリーズ「ニセ詩人の罪と罰」（1988年、ANB / 東映） - 伊沢印刷所社長
- さすらい刑事旅情編 第1シリーズ（1988年、ANB / 東映）
- お江戸捕物日記 照姫七変化 第9話「若殿暗殺を暴く!」（1990年、CX / 東映） - 不知火屋三左衛門
- 松本清張作家活動40年記念ドラマSP・一年半待て（1991年、ANB / 松竹） - 要吉の父
- 銭形平次（CX / 東映） ※北大路欣也版
  - 第1シリーズ 第5話「二匹の牝狐」（1991年）
  - 第3シリーズ 第10話「生きている死体」（1993年） - 嘉兵衛
  - 第6シリーズ 第2話「煙の罠」（1997年） - 東金屋
- 水戸黄門外伝 かげろう忍法帖 第7話「地獄に夢の花が咲く」（1995年、TBS / C.A.L） - 赤倉屋剛右衛門
- 月曜ドラマスペシャル 恥ずかしながら私、社長です（1996年、TBS / 国際放映）
- 金曜エンタテイメント 浅見光彦シリーズ 第3作「唐津佐用姫伝説殺人事件」（1996年、CX / 東映） - 黒川支配人
- 火曜サスペンス劇場 検事・霧島三郎4（1997年、NTV / C.A.L）
- 隠密奉行朝比奈 第2シリーズ 第9話「長崎平戸 森に潜む魔神」（1999年、CX）- 小松丹後

など

### 映画
- 「空白の起点」より 女は復讐する（1966年、松竹、A&Aプロモーション） - 柏木洋介
- 恐喝こそわが人生 （1968年、松竹） - 井頭
- 女番長ブルース 牝蜂の逆襲 （1971年、東映） - 矢口
- まむしの兄弟 懲役十三回 (1972年、東映)　- 新家の小五郎
- 狼男とサムライ（1984年、アマチフィルム） - 後藤

### オリジナルビデオ
- 髑髏戦士 ザ・スカルソルジャー 復讐の美学（1992年、ケイエスエス）※友情出演

### 舞台
- 氷川きよし特別公演「一心太助」（2007年6月、新宿コマ劇場） - 金助
- 明治座公演「蝉しぐれ」（2008年5月）
- 帰って来た蛍（2008年6月、新宿SPACE107）
- コロッケ特別公演 第一部「神隠し!?」（2016年6月、明治座）
- ペコロスの母に会いに行く（2016年）
- 島津亜矢特別公演「お紋の風」（2017年10月、名古屋 中日劇場）
- マクベス（2019年2月、三越劇場）
- 御園座三月特別公演「水戸黄門 〜春に咲く花〜」（2021年3月）

### バラエティ
- クイズ!脳ベルSHOW（2017年、BSフジ）

### テレビアニメ
- ちびっこ怪獣ヤダモン（1967年 - 1968年） - パパ

### 吹き替え

#### 映画
- 奥様は魔女（ウォレス〈フレデリック・マーチ〉）※テレビ版
- 夜ごとの美女（クロード〈ジェラール・フィリップ〉）※フジテレビ版

#### ドラマ
- 大統領を作る男たち（チャールズ・マクドナルド〈リチャード・ブラッドフォード〉）
- 第一容疑者（マイケル・カーナン〈ジョン・ベンフィールド〉）
- 名探偵ポワロ 二重の罪（ベーカー・ウッド〈マイケル・シャノン〉）※NHK版

#### 人形劇
- サンダーバード（エディ・ハウスマン、ディック・オーシェ）